# Cibanon
Cibanon is een bestuurslaag in het regentschap Bogor van de provincie West-Java, Indonesië. Cibanon telt 4465 inwoners (volkstelling 2010).